# Puchar Świata w Rugby 7 (2022) – europejski turniej kwalifikacyjny kobiet
Europejskie kwalifikacje kobiet do Pucharu Świata 2022 miały na celu wyłonienie żeńskich reprezentacji narodowych w rugby 7, które wystąpiły w finałach tego turnieju. Odbyły się wraz z zawodami męskimi w Bukareszcie w dniach 16–17 lipca 2022 roku. Areną zmagań był Stadionul Arcul de Triumf.
Wszystkie cztery wyżej rozstawione po fazie grupowej zespoły – Irlandia, Anglia, Polska i Hiszpania – uzyskały awans na PŚ pokonując swoich ćwierćfinałowych przeciwników. Wśród wyróżniających się zawodniczek imprezy były Amee-Leigh Murphy Crowe, Małgorzata Kołdej, Amaia Erbina i Isla Norman-Bell.

## Informacje ogólne
W przeciwieństwie do poprzednich kwalifikacji awansu na Puchar Świata nie otrzymały najlepsze zespoły tegorocznych mistrzostw Europy, został natomiast zorganizowany oddzielny turniej eliminacyjny. Prawo udziału w nim uzyskało osiem zespołów z GPS – prócz mających zagwarantowany awans Francji i Szkocji – a także Anglia i Włochy oraz dwie poza nimi najlepsze reprezentacje spośród pozostałych z poziomu Trophy.
W rozegranym na Stadionul Arcul de Triumf turnieju wzięło udział dwanaście zespołów, a ich stawką były cztery miejsca w turnieju finałowym PŚ 2022. Reprezentacje zostały podzielone na trzy czterozespołowe grupy rywalizujące w pierwszej fazie w ramach grup systemem kołowym, po czym nastąpiła faza pucharowa – czołowa ósemka awansowała do ćwierćfinałów, pozostałe zespoły odpadły z rozgrywek. Ćwierćfinały pełniące jednocześnie rolę meczów o awans do PŚ kończyły rywalizację, bowiem kolejne etapy gier nie zostały zaplanowane.

## Zakwalifikowane zespoły
| 1  | Polska    | 20 | 18 | 38 |
| 2  | Irlandia  | 14 | 20 | 34 |
| 3  | Szkocja   | 18 | 14 | 32 |
| 4  | Francja   | 16 | 10 | 26 |
| 5  | Hiszpania | 10 | 16 | 26 |
| 6  | Belgia    | 8  | 12 | 20 |
| 7  | Czechy    | 12 | 8  | 20 |
| 8  | Niemcy    | 6  | 4  | 10 |
| 9  | Rumunia   | 4  | 6  | 10 |
| 10 | Walia     | 3  | 3  | 6  |

| Poz. | Drużyna    | Punkty | Punkty | Punkty |
| Poz. | Drużyna    | ZAG    | BUD    | Ogółem |
| ---- | ---------- | ------ | ------ | ------ |
| 1    | Anglia     | 20     | 20     | 40     |
| 2    | Włochy     | 18     | 18     | 36     |
| 3    | Portugalia | 16     | 14     | 30     |
| 4    | Szwecja    | 14     | 16     | 30     |
| 5    | Turcja     | 12     | 12     | 24     |
| 6    | Norwegia   | 6      | 10     | 16     |
| 7    | Gruzja     | 8      | 6      | 14     |
| 8    | Węgry      | 4      | 8      | 12     |
| 9    | Finlandia  | 10     | 1      | 11     |
| 10   | Dania      | 2      | 4      | 6      |
| 11   | Mołdawia   | 3      | 2      | 5      |
| 12   | Izrael     | 1      | 3      | 4      |

## Faza grupowa

### Grupa A
| 16 lipca 202211:28 | Czechy | 28:12 | Niemcy | Stadionul Arcul de Triumf, Bukareszt Sędzia: Dorianne Domenjo |
| 16 lipca 202211:28 |        | 28:12 |        | Stadionul Arcul de Triumf, Bukareszt Sędzia: Dorianne Domenjo |

| 16 lipca 202211:50 | Irlandia | 62:0 | Walia | Stadionul Arcul de Triumf, Bukareszt Sędzia: Maria Latos |
| 16 lipca 202211:50 |          | 62:0 |       | Stadionul Arcul de Triumf, Bukareszt Sędzia: Maria Latos |

| 16 lipca 202218:28 | Czechy | 36:7 | Walia | Stadionul Arcul de Triumf, Bukareszt Sędzia: Katie Ritchie |
| 16 lipca 202218:28 |        | 36:7 |       | Stadionul Arcul de Triumf, Bukareszt Sędzia: Katie Ritchie |

| 16 lipca 202218:50 | Irlandia | 27:0 | Niemcy | Stadionul Arcul de Triumf, Bukareszt Sędzia: Eki Fanlo |
| 16 lipca 202218:50 |          | 27:0 |        | Stadionul Arcul de Triumf, Bukareszt Sędzia: Eki Fanlo |

| 17 lipca 202211:28 | Niemcy | 22:14 | Walia | Stadionul Arcul de Triumf, Bukareszt Sędzia: Maria Pacifico |
| 17 lipca 202211:28 |        | 22:14 |       | Stadionul Arcul de Triumf, Bukareszt Sędzia: Maria Pacifico |

| 17 lipca 202211:50 | Irlandia | 52:0 | Czechy | Stadionul Arcul de Triumf, Bukareszt Sędzia: Dorianne Domenjo |
| 17 lipca 202211:50 |          | 52:0 |        | Stadionul Arcul de Triumf, Bukareszt Sędzia: Dorianne Domenjo |

### Grupa B
| 16 lipca 202210:44 | Belgia | 38:5 | Włochy | Stadionul Arcul de Triumf, Bukareszt Sędzia: Katie Ritchie |
| 16 lipca 202210:44 |        | 38:5 |        | Stadionul Arcul de Triumf, Bukareszt Sędzia: Katie Ritchie |

| 16 lipca 202211:06 | Anglia | 31:5 | Rumunia | Stadionul Arcul de Triumf, Bukareszt Sędzia: Jérémy Rozier |
| 16 lipca 202211:06 |        | 31:5 |         | Stadionul Arcul de Triumf, Bukareszt Sędzia: Jérémy Rozier |

| 16 lipca 202217:44 | Belgia | 25:5 | Rumunia | Stadionul Arcul de Triumf, Bukareszt Sędzia: Dorianne Domenjo |
| 16 lipca 202217:44 |        | 25:5 |         | Stadionul Arcul de Triumf, Bukareszt Sędzia: Dorianne Domenjo |

| 16 lipca 202218:06 | Anglia | 31:5 | Włochy | Stadionul Arcul de Triumf, Bukareszt Sędzia: Ben Breakspear |
| 16 lipca 202218:06 |        | 31:5 |        | Stadionul Arcul de Triumf, Bukareszt Sędzia: Ben Breakspear |

| 17 lipca 202210:44 | Włochy | 19:21 | Rumunia | Stadionul Arcul de Triumf, Bukareszt Sędzia: Eki Fanlo |
| 17 lipca 202210:44 |        | 19:21 |         | Stadionul Arcul de Triumf, Bukareszt Sędzia: Eki Fanlo |

| 17 lipca 202211:06 | Anglia | 36:0 | Belgia | Stadionul Arcul de Triumf, Bukareszt Sędzia: Maria Latos |
| 17 lipca 202211:06 |        | 36:0 |        | Stadionul Arcul de Triumf, Bukareszt Sędzia: Maria Latos |

### Grupa C
| 16 lipca 202210:00 | Polska | 40:5 | Portugalia | Stadionul Arcul de Triumf, Bukareszt Sędzia: Eki Fanlo |
| 16 lipca 202210:00 |        | 40:5 |            | Stadionul Arcul de Triumf, Bukareszt Sędzia: Eki Fanlo |

| 16 lipca 202210:22 | Hiszpania | 33:0 | Szwecja | Stadionul Arcul de Triumf, Bukareszt Sędzia: Maria Pacifico |
| 16 lipca 202210:22 |           | 33:0 |         | Stadionul Arcul de Triumf, Bukareszt Sędzia: Maria Pacifico |

| 16 lipca 202217:00 | Polska | 52:0 | Szwecja | Stadionul Arcul de Triumf, Bukareszt Sędzia: Maria Pacifico |
| 16 lipca 202217:00 |        | 52:0 |         | Stadionul Arcul de Triumf, Bukareszt Sędzia: Maria Pacifico |

| 16 lipca 202217:22 | Hiszpania | 38:10 | Portugalia | Stadionul Arcul de Triumf, Bukareszt Sędzia: Maria Latos |
| 16 lipca 202217:22 |           | 38:10 |            | Stadionul Arcul de Triumf, Bukareszt Sędzia: Maria Latos |

| 17 lipca 202210:00 | Portugalia | 33:10 | Szwecja | Stadionul Arcul de Triumf, Bukareszt Sędzia: Finlay Brown |
| 17 lipca 202210:00 |            | 33:10 |         | Stadionul Arcul de Triumf, Bukareszt Sędzia: Finlay Brown |

| 17 lipca 202210:22 | Hiszpania | 15:31 | Polska | Stadionul Arcul de Triumf, Bukareszt Sędzia: Katie Ritchie |
| 17 lipca 202210:22 |           | 15:31 |        | Stadionul Arcul de Triumf, Bukareszt Sędzia: Katie Ritchie |

## Faza pucharowa
| 17 lipca 202217:00 | Hiszpania | 14:12 | Belgia | Stadionul Arcul de Triumf, Bukareszt Sędzia: Katie Ritchie |
| 17 lipca 202217:00 |           | 14:12 |        | Stadionul Arcul de Triumf, Bukareszt Sędzia: Katie Ritchie |

| 17 lipca 202218:06 | Irlandia | 36:0 | Portugalia | Stadionul Arcul de Triumf, Bukareszt Sędzia: Maria Latos |
| 17 lipca 202218:06 |          | 36:0 |            | Stadionul Arcul de Triumf, Bukareszt Sędzia: Maria Latos |

| 17 lipca 202217:22 | Anglia | 19:5 | Czechy | Stadionul Arcul de Triumf, Bukareszt Sędzia: Maria Pacifico |
| 17 lipca 202217:22 |        | 19:5 |        | Stadionul Arcul de Triumf, Bukareszt Sędzia: Maria Pacifico |

| 17 lipca 202217:44 | Polska | 43:0 | Niemcy | Stadionul Arcul de Triumf, Bukareszt Sędzia: Dorianne Domenjo |
| 17 lipca 202217:44 |        | 43:0 |        | Stadionul Arcul de Triumf, Bukareszt Sędzia: Dorianne Domenjo |